# ارمنستان باگراتونی
پادشاهی باگراتونی ارمنستان که به ارمنستان باگراتونی نیز معروف است، کشوری مستقل بود که توسط آشوت یکم از خاندان باگراتونی در اوایل دهه ۸۸۰ تأسیس شد
به مدت دو قرن ارمنستان بزرگ تحت حکومت امویان و عباسیان قرار داشت. اعتبار آشوت در حالی افزایش یافت که رهبران بیزانس و عرب هر دو - مشتاق حفظ یک کشور حائل در مرزهای خود - از او خواستگاری می‌کردند. خلافت عباسی آشوت را در سال ۸۶۲ به عنوان «امیر شاهزادگان» و بعداً به عنوان پادشاه (در ۸۸۴ یا ۸۸۵) به رسمیت شناخت.
استقرار دودمان باگراتونی بعد به تأسیس چند تن دیگر از ارمنستان به رهبری شاهزاده: و پادشاهی تارون، واسپوراکان، قارص و سیونیک انجامید.
در دوران پادشاهی آشوت سوم (۷۳۲ تا ۷۴۸)، آنی پایتخت پادشاهی شد و به یک مرکز اقتصادی و فرهنگی پر رونق تبدیل شد.

## تاریخ

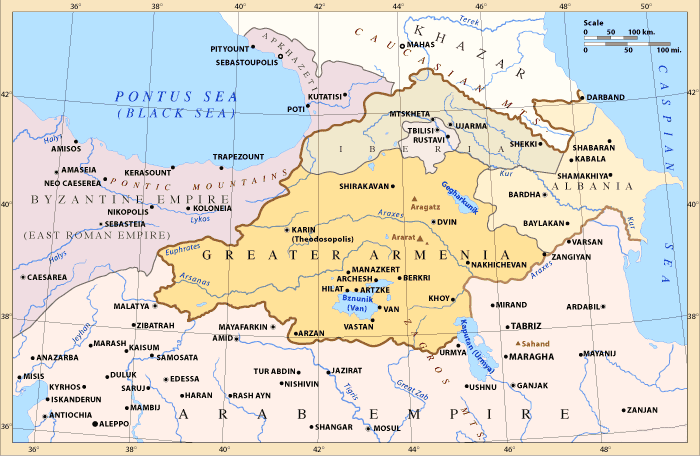
امارت ارمنستان (ولایت ارمنیه) تحت حکومت خلافت اموی و عباسی، قبل از تأسیس سلسله باگراتونی

تضعیف امپراتوری ساسانی طی سده ۷ منجر به ظهور قدرت منطقه‌ای دیگری به نام اعراب مسلمان شد. اعراب مسلمان قلمروی وسیعی از خاورمیانه را فتح کرده و با چرخش به شمال، حملات دوره‌ای خود را به خاک ارمنستان در سال ۶۴۰. م آغاز کردند. تئودور رشتونی، کوروپلات‌ها، یک پیمان صلح با خلافت امضا کردند. اگر چه جنگ مداوم با خلفای مسلمان و روم شرقی (بیزانس) به زودی به تخریب بیشتر در سراسر ارمنستان منجر شد. در ۶۶۱. م، رهبران ارمنستان توافق کردند تا تحت حکومت مسلمانان قرار گیرند.